# Stazione di Albarè
La stazione di Albarè era una fermata posta sulla linea ferroviaria Caprino-Verona che serviva Albarè e le contrade vicine, nel comune di Costermano.
La stazione venne chiusa alla chiusura del tratto Caprino-Domegliara nel 1956. Tra Costermano e Affi, la fermata non era molto utilizzata e per questo non fu mai presenziata e non dotata di biglietteria.